# Bezděz
Bezděz (deutsch: Schloßbösig) ist eine Gemeinde in der Mikroregion Podralsko im Okres Česká Lípa, Region Liberec, im Norden der Tschechischen Republik. Der Ort hat sich der Euroregion Neiße angeschlossen.

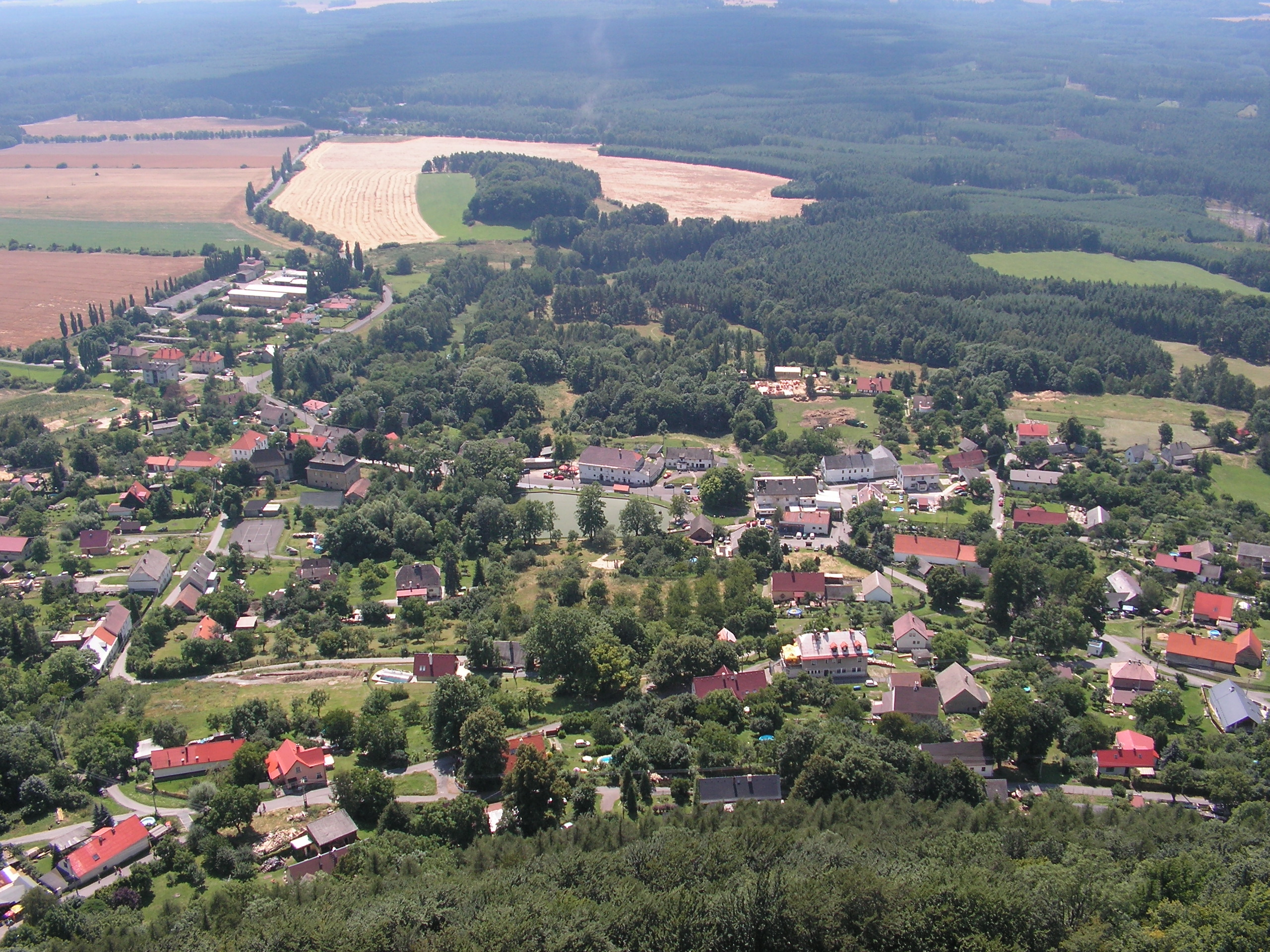
Blick vom Burgberg auf Bezděz/Schloßbösig

## Geschichte
Kurz nach 1185 gründete ein herzöglicher Villicus Höfe. Aus dieser Zeit ist mittlerweile nur noch die Kirche, heute im Barock-Stil, erhalten geblieben. In das Jahr 1264 datieren die ersten schriftlichen Dokumente über einen königlichen Villicus. Für 1278 ist ein Burggraf auf der neu erbauten Burg Bezděz belegt.
Im gleichen Jahr wurde das Dorf unterhalb der Burg von König Wenzel II. zur Stadt erhoben. Die Burgherren versuchten, den Ort durch den Bau eines viereckigen Stadtkerns aufzuwerten. Nach 1300 bat der neue Burgherr Hynek Berka von Dubá um die Übertragung der Stadtrechte auf die Neugründung Nový Bezděz (heute Bělá pod Bezdězem, deutsch Weißwasser). Damit wurde die weitere Entwicklung der Stadt gestoppt. Ebenfalls nachteilig wirkte sich die Wasserknappheit im Städtchen aus.
1898 wurde ein großer Teil des Ortes durch Feuer vernichtet. 1938 wurde Schloßbösig mit dem restlichen Sudetenland an das Deutsche Reich angeschlossen. Die deutschsprachige Bevölkerung wurde nach 1945 vertrieben.

## Sehenswürdigkeiten
- der Berg Velký Bezděz mit der Ruine der mittelalterlichen Königsburg Bezděz (Bösig)
- Kirche mit der Kopie der Schwarzen Madonna, deren Original ursprünglich in der Burgkapelle aufbewahrt wurde.